# Alain Holleville
Alain André Aurélien Holleville (* 9. Dezember 1953 in Saint-Valery-sur-Somme) ist ein französischer Diplomat, zuletzt im Rang eines Botschafters.

## Leben
Holleville studierte neue Literatur, hat ein Diplom des Institut d’études politiques de Paris und ist Absolvent der ENS. Von 1978 bis 1979 war Holleville im Bildungsbereich tätig, von 1979 bis 1980 beim französischen Staat beschäftigt. 1980 wurde er für die Aufnahme in die ENA fortgebildet, welche er von 1981 bis 1983 besuchte. Sein Abschlussjahrgang (frz. promotion) 1983 trägt die Bezeichnung Solidarité.
Am 1. Juni 1983 wurde er Leiter des Ministeriums für Verkehr, Stadtentwicklung und Wohnungswesen.
Von 1983 bis 1987 war er im Seefahrtsministerium tätig und wurde am 1. Oktober 1987 zum Außenministerium abgeordnet, wo er bis 1989 in der Abteilung Wirtschaft und Finanzen beschäftigt war. Von 1989 bis 1989 war er Mitarbeiter des französischen Präsidenten François Mitterrand.
Von 1990 bis 1992 leitete er das Büro der Ministerin für Europaangelegenheiten. Von 1992 bis 1995 war er zweiter Botschaftsrat in Washington, von 1995 bis 1998 Erster Botschaftsrat in Budapest. Von 1998 bis 2000 war er Kulturattaché in Rabat, von August 2000 bis Oktober 2002 Ratsminister. Von Oktober 2002 bis März 2003 war er Generalsekretär der 22. Konferenz der Staatschefs Afrikas und Frankreichs.
In Hollevilles Amtszeit als Frankreichs Botschafter in Togo von Oktober 2003 bis Oktober 2007 herrschte Bürgerkrieg in der Elfenbeinküste. Die Beziehungen zwischen den beiden Regierungen wurden vorübergehend getrübt, als bekannt wurde, dass Waffen für die Regierung der Elfenbeinküste in Togo zwischengelandet waren, mit denen am 6. November 2004 französische Positionen in Bouaké bombardiert und neun französische Soldaten getötet wurden. Am 17. Juli 2004 waren zwei belarussische Mil Mi-8-Kampfhubschrauber und zwei Mikojan-Gurewitsch MiG-23 über den Flughafen Lomé in die Elfenbeinküste geflogen worden. Die Regierung des Diktators Gnassingbé Eyadéma wies diesen Vorwurf zurück und Holleville teilte Mitte November mit, dass die beim französischen Gegenschlag zerstörten Kampfflugzeuge nicht ersetzt würden.
Von November 2007 bis Oktober 2011 war er Botschafter in Niger. Von 2011 bis 2015 war er Leiter der EU-Delegation in Burkina Faso.
Alain Holleville ist verheiratet und hat vier Kinder. 2003 wurde er Ritter vom Ordre national du Mérite und 2006 Ritter der Ehrenlegion.